# Jen Ťün-čchi
Jen Ťün-čchi (čínsky pchin-jinem Yán Jùnqí, znaky 严隽琪; * srpen 1946) je čínská inženýrka a politička. Studovala na Šanghajské dopravní univerzitě a na Dánské technické univerzitě v Kodani. Po studiích zůstala na Šanghajské dopravní univerzitě, přičemž postoupila z lektora až na profesorku a děkanku fakulty strojního inženýrství. Vstoupila do Čínského sdružení pro rozvoj demokracie, jedné z menších politických stran v Čínské lidové republice, a s počátkem 21. století přešla z univerzity do politiky; působila jako místostarostka Šanghaje (2001–2007), místopředsedkyně (2002–2007) a předsedkyně (2007–2017) Čínského sdružení pro rozvoj demokracie a místopředsedkyně stálého výboru Všečínského shromáždění lidových zástupců (2008–2018).

## Život
Jen Ťün-čchi se narodila v srpnu 1946 v okrese Wu v provincii Ťiang-su. V letech 1962–1967 studovala na katedře strojního inženýrství Šanghajské dopravní univerzity, potom do roku 1968 čekala na přidělení práce. Roku 1968 byla poslána do dolu ve Wo-liou, později pracovala jako technik v závodě na opravu strojů a elektrotechniky. Po skončení kulturní revoluce vyučovala na Vysoké škole personální. V letech 1978–1981 studovala na Šanghajské dopravní univerzitě, studium dokončila ziskem magisterského titulu. Poté do roku 2000 zůstala na univerzitě postupně jako odborný asistent, lektor, docent a profesor na katedře strojního inženýrství. Léta 1984–1986 strávila postgraduálním studiem na katedře námořního inženýrství Dánské technické univerzity v Kodani. V letech 1995–2000 byla asistentkou rektora univerzity a děkankou fakulty strojního inženýrství. Vstoupila do Čínského sdružení pro rozvoj demokracie, jedné z menších politických stran v Čínské lidové republice a od roku 1999 byla místopředsedkyní šanghajského městského výboru sdružení.
Roku 2000 odešla z univerzity do šanghajské městské správy na místo zástupce ředitele úřadu pro informatizaci. Od roku 2001 vykonávala funkci místostarostky Šanghaje (do 2007). Roku 2002 byla k tomu na sjezdu Čínského sdružení pro rozvoj demokracie zvolena místopředsedkyní ústředního výboru sdružení a v březnu 2003 členkou celostátního výboru Čínského lidového politického poradního shromáždění.
Roku 2007 přešla ze Šanghaje do Pekingu, když v červenci převzala funkci výkonné místopředsedkyně sdružení a v prosinci byla zvolena předsedkyní ústředního výboru sdružení. V březnu 2008 byla pak zvolena i místopředsedkyní stálého výboru Všečínského shromáždění lidových zástupců. V prosinci 2012 a v březnu 2013 byla znovuzvolena do čela sdružení, resp. do místopředsednické funkce ve shromáždění.
V prosinci 2017 odešla z vedení Čínského sdružení pro rozvoj demokracie a v březnu 2018 i z Všečínského shromáždění lidových zástupců.